# دریتسونا
دریتسونا (به ایتالیایی: Drizzona) یک کومونه در ایتالیا است که در استان کریمونا واقع شده‌است.

## خصوصیات
دریتسونا ۱۱٫۷ کیلومترمربع مساحت و ۵۳۲ نفر جمعیت دارد.